# Kupferverluste
Als Kupferverluste, auch Wicklungsverluste und bei Gleichstrommaschinen auch Grundverluste, bezeichnet man die bei allen Spulen in Transformatoren, Elektromotoren, Generatoren und Elektromagneten auftretenden Stromwärmeverluste. Die Verluste entstehen überwiegend durch den ohmschen Widerstand der Kupferwicklung. Die Kupferverluste stellen in der Regel den größten Anteil des Verlusthaushaltes dar, sie sind somit der dominanteste Verlustanteil bei einer elektrischen Maschine. Der Begriff Kupferverluste ist historisch begründet und wird auch dann verwendet, wenn andere Leitermaterialien verwendet werden.

## Grundlagen
Jeder elektrische Leiter (z. B. ein Draht) hat einen bestimmten ohmschen Widerstand, der abhängig ist von der Drahtlänge, dem Drahtquerschnitt und dem verwendeten Material. Dies trifft auch auf die in elektrischen Maschinen verwendeten Spulen und Leiterstäbe zu. Wird ein elektrischer Leiter, z. B. eine Spule, von einem elektrischen Strom durchflossen, entstehen aufgrund des ohmschen Widerstandes Verluste, die man bei elektrischen Maschinen als Kupferverluste bezeichnet. Diese Kupferverluste treten sowohl bei Gleichstrom als auch bei Wechselstrom auf. Sie werden durch den verwendeten Draht, die angewandte Wickeltechnik, die Temperatur sowie durch die Stromstärke bzw. die Spannung bestimmt. Die Verluste sind lastabhängig, sie steigen quadratisch mit der Stromstärke an und können gemäß der Formel:
{\displaystyle P_{\text{Cu}}=I^{2}\cdot R_{\text{Cu}}}
berechnet werden, wobei {\displaystyle I} für die Stärke des  Spulenstroms und {\displaystyle R_{\text{Cu}}} für den Wicklungswiderstand steht.
Im Leerlauf sind die Kupferverluste gegenüber den weitgehend belastungsunabhängigen Eisenverlusten so gering, das sie oftmals vernachlässigt werden können. Bei Belastung steigen die Kupferverluste an und nehmen je nach Stromfluss sehr hohe Werte an. Bei hohen Frequenzen muss bei Berechnung der Kupferverluste auch die dort auftretende Stromverdrängung berücksichtigt werden. Neben den durch Wechselfelder im Eisenkern hervorgerufenen Verlusten, den Eisenverlusten, bilden die Kupferverluste den wesentlichen Anteil der Verlustleistung elektromagnetischer Energiewandler.

## Transformatoren
Bei Transformatoren zählen zu den Kupferverlusten sämtliche Verluste, die durch den Laststrom in den jeweiligen Spulen hervorgerufen werden. Obwohl bei Transformatoren die Wicklungen auch aus Aluminium sein können, hat sich trotzdem der Begriff Kupferverluste etabliert und wird auch überwiegend gebraucht. Wie aus der Formel der Stromwärmeverluste (Kupferverlustleistung) ersichtlich ist, sind die Kupferverluste stark belastungsabhängig. Bei Transformatoren mit mehreren Wicklungen entsprechen die gesamten Kupferverluste der Summe der jeweiligen einzelnen Wicklungsverluste. Durch die Kupferverluste erwärmt sich der Transformator, dies führt dazu, dass der spezifische Widerstand der Wicklungen steigt. Dadurch bedingt sind die Kupferverluste höher und sinkt die Spannung auf Sekundärseite bei Belastung stärker als im kalten Zustand des Transformators.
Die Kupferverluste, oder Lastverluste, betragen bei Netztransformatoren:
- im Leerlauf annähernd 0 Prozent
- bei Halblast etwa 0,1 bis 0,5 Prozent
- bei Volllast etwa 0,5 bis 2,0 Prozent[19][20]

Bei der Konstruktion von heutigen Leistungstransformatoren für den Netzbetrieb wird ein Verlustverhältnis von Eisenverlustleistung:Kupferverlustleistung im Nennarbeitspunkt bei 0,17 bis 0,25 festgelegt. Der maximale Wirkungsgrad des Transformators liegt in dem Betriebspunkt, in welchem die Kupferverluste genauso groß wie die Eisenverluste sind. also etwa bei der Hälfte der Bemessungsleistung. Bei Transformatoren in Schaltnetzteilen beeinflusst der Skineffekt ebenfalls die Kupferverluste.

## Elektromotoren
Bei Elektromotoren zählen zu den Kupferverlusten alle Verluste, die durch den Laststrom in den jeweils durchflossenen Wicklungen von Stator und/oder Rotor hervorgerufen werden. Permanenterregte Motoren haben nur eine Wicklung; in der Gleichstrommaschine ist diese im Anker, in der elektrisch kommutierten Maschine liegt sie im Stator. Bei einer vollständig ausgeführten elektrisch erregten Gleichstrommaschine sind das die Ankerwicklungen, die Wendepolwicklungen, die Erregerwicklung und die Kompensationswicklung. Bei Synchronmaschinen die Statorwicklung und die Erregerwicklung, bei Asynchronmaschinen die Statorwicklung und die Läuferwicklung. Bei Drehstromasynchronmotoren sind die Wicklungsverluste im Rotor direkt vom Schlupf abhängig. Da beim Einschalten des Motors in dem Moment, wo der Rotor sich noch nicht dreht, der Schlupf gleich Eins ist, wird somit die gesamte im Rotor induzierte Leistung in Wärme umgewandelt. Da der Anlaufstrom bei Drehstromasynchronmotoren ein Vielfaches des Nennstroms beträgt, sind auch die Stromwärmeverluste ein Vielfaches der Motor-Bemessungsleistung. Bei zu niedriger Netzspannung sinkt bei gleichbleibender Belastung die Motordrehzahl, somit steigt der Schlupf. Dies führt dazu, dass die Stromaufnahme steigt und somit die Kupferverluste steigen.
Bei hohen Frequenzen tritt in den Motorwicklungen zusätzlich der Stromverdrängungseffekt auf. In den Statorwicklungen ist dieser Effekt aufgrund der geringen Feldstärke in den Nuten und der durch die Serienschaltung der Windungen erzwungene Gleichverteilung des Gesamtstromes der Windungen gewöhnlich gering und kann vernachlässigt werden. Anders sieht das in den Läuferstäben aus: Hier sind die Leiter in der gesamten Nut parallelgeschaltet. Bei höheren Frequenzen, wie sie im Anlauf des Motors auftreten, können die oberen Lagen der Rotorwicklung oder der Rotorstäbe das Statorfeld fast vollständig kompensieren und die unteren Lagen führen keinen Strom. Durch diese Stromverdrängung kommt es zu einem höheren Wechselstromwiderstand. Dieser höhere Widerstand führt zwar zu höheren Verlusten, aber auch zu einem höheren Moment im Anlauf und ist deswegen in größeren Asynchronmaschinen erwünscht, weil im Nennarbeitspunkt die Frequenz im Rotor so gering ist, dass der Stromverdrängungseffekt nicht auftritt.

## Verlustverringerung
Die Kupferverluste lassen sich auf verschiedene Arten verringern. Der ohmsche Widerstand der Wicklungen von Transformatoren lässt sich verringern, indem man die Anzahl der Windungen verringert (und bei gegebenem Wickelraum zusätzlich den Drahtquerschnitt vergrößert). Dies lässt sich jedoch nicht beliebig variieren, da die Hauptinduktivität proportional zum Quadrat der Windungszahl ist und dadurch entsprechend die Kupferverluste im Leerlauf ansteigen. Bei Spulen und Transformatoren, die bei höheren Frequenzen eingesetzt werden, ist diese Methode jedoch gängige Praxis. Ab einer bestimmten Frequenz werden anstatt der Massivdrähte für die Spulen Hochfrequenzlitzen verwendet. Dadurch wird der Skineffekt verringert. Ab einer bestimmten Frequenzgrenze ist der Einsatz von HF-Litze jedoch nicht sinnvoll, diese Frequenzgrenze ist vom Adernradius abhängig. Oberhalb dieser Frequenz entstehen durch den äußeren Proximity-Effekt Verluste, die proportional zur Adernzahl sind. Hierbei muss entweder ein Massivdraht oder ein kleinerer Adernradius verwendet werden. Bei der Konstruktion solcher Transformatoren oder Spulen für den HF-Bereich wird ein Kompromiss zwischen Kupferverlusten und Proximity-Verlusten angestrebt.
Bei Motoren können die Kupferverluste bei gegebener Last nicht durch eine Variation von Drahtquerschnitt und Windungszahl beeinflusst werden, da die gesamte Durchflutung das Drehmoment bestimmt, unabhängig davon, auf wie viele Leiter diese verteilt ist. Die Kupferverluste im Stator können durch minimale Leiterlänge und optimalen Füllfaktor optimiert werden. Sind diese an sich selbstverständlichen Schritte getan, können sie nur noch durch eine Vergrößerung der Statornuten verringert werden. Kupferverluste im Rotor einer Asynchronmaschine werden durch größere Rotorstäbe, Kupfer statt Aluminium und besser dimensionierte Kurzschlussringe verringert. Bei Turbogeneratoren können die Kupferverluste durch den Einbau von Roebelstäban verringert werden. Um die Verluste durch Stromverdrängung zu verringern, können die Spulendrähte in zwei verdrillte und gegeneinander isolierte Teilleiter aufgeteilt werden. Der Vergrößerung der Fläche für die Wicklungen sind bei gegebenem Motorvolumen aber Grenzen gesetzt, da die Kupferfläche sich ihren Raum mit dem Fluss führenden Eisen teilt, welches durch die Sättigung nur begrenzt magnetischen Fluss leiten kann. Bezüglich Kupferverluste optimierte Maschinen weisen daher eine geringe Überlastbarkeit auf. In eisenfreien Luftspulenmaschinen besteht dieses Problem nicht; die Wicklungshöhe reduziert direkt die gewöhnlich durch Permanentmagneten erregte Luftspaltinduktion, wodurch sich letztlich eine bezüglich Kupferverlusten optimale Wicklungsdicke ergibt. Im Gegensatz zum bezüglich Kupferverluste optimierten genuteten Motor bringt die volle Optimierung in Luftspulenmaschinen hingegen keinerlei Sättigungseffekte und daher keine verminderte Überlastbarkeit mit sich.